# Лабис, Феликс
Феликс Лабис (9 марта 1905, Маршьен — 27 января 1982, Нёйи-сюр-Сен) — французско-бельгийский живописец, театральный художник, иллюстратор. Сюрреалист. Член Академии изящных искусств Франции (посмертно с 1996).

## Биография
Семья Лабиса происходила из Дуэ, на севере Франции, но после Первой мировой войны переехала в Остенде (Бельгия), где они купили рыболовное судно. Феликс был призван на военную службу в Камбре.
Самоучка. Испытал сильное влияние творчества Джеймса Энсора. В 1927 году основал свою студию в Остенде. Вместе со своим другом Анри Сторком основал «Галерею современного искусства» и «Club du Cinéma de Ostende».
В 1932 году поселился в Париже, где он подружился с видными деятелями культуры Антоненом Арто, Жаном-Луи Барро и Робером Десносом. В 1935 году сблизился с группой сюрреалистов, в том числе, Полем Дельво, Максом Эрнстом, Андре Массоном и Рене Магриттом, а также поэтами Жаком Превером и Раймоном Кено.
В начале Второй мировой войны в 1939 году был мобилизован, вернулся с фронта в Париж в 1940 году и стал одним из ведущих молодых французских художников.
С 1943 года полностью посвятил себя живописи и сценографии. В 1947 году стал членом парижской группы сюрреалистов «Révolutionnaire». Деятельность группы, существовавшей в течение 18 месяцев, была направлена на примирение революционной марксистско-ленинской деятельности и свободы творчества, в том числе, через сюрреализм. Осуждение деятельности группы «Révolutionnaire» основателем сюрреализма Андре Бретоном, знаменовало собой первый серьёзный раскол в сюрреализме после Второй мировой войны.

## Творчество
Как художник дебютировал в 1922 году. В 1935 году был автором декораций к спектаклю «Вокруг матери» Фолкнера (театр «Ателье»). В дальнейшем участвовал в постановках Ж. Л. Барро и в других спектаклях парижских театров.
В январе 1938 года выставлялся во Дворце изящных искусств Брюсселя.
Сюрреалист в станковой живописи, Ф. Лабис в своих театральных работах — «Фарс мрака» Гельдероде (театр «Гран Гиньоль», 1952), балет «Ловушка света» Дамаза (труппа «Балет маркиза де Куэвас», 1952) и других, тяготея к фантастическим, необычным образам, избегал нарочитой деформации действительности. Декорации художника выполнены обычно плоскостно, с резко очерченными контурами предметов и большими поверхностями, окрашенными ровным локальным светом.
Оформил спектакли: «Ночи гнева» Салакру (1946), «Процесс» по Кафке (1947), «Полуденный раздел» Клоделя (1948), «Орестея» Эсхила (1955) — в «Театре Мариньи», «Обольститель» Фаббри (1956) — в театре «Мишодьер» и др.
Автор ряда картин в жанре ню, портретов, сюрреалистических пейзажей и существ, жанровых сцен, животных, сюрреалистических женских образов в символическом и фантастически-реалистическом стиле.
Работы Лабиса хранятся ныне в музеях Лос-Анджелеса, Роттердама, Брюсселя, Остенде, Дуэ, Лилля, Канн.